# Kattenberg (Oudenaarde)

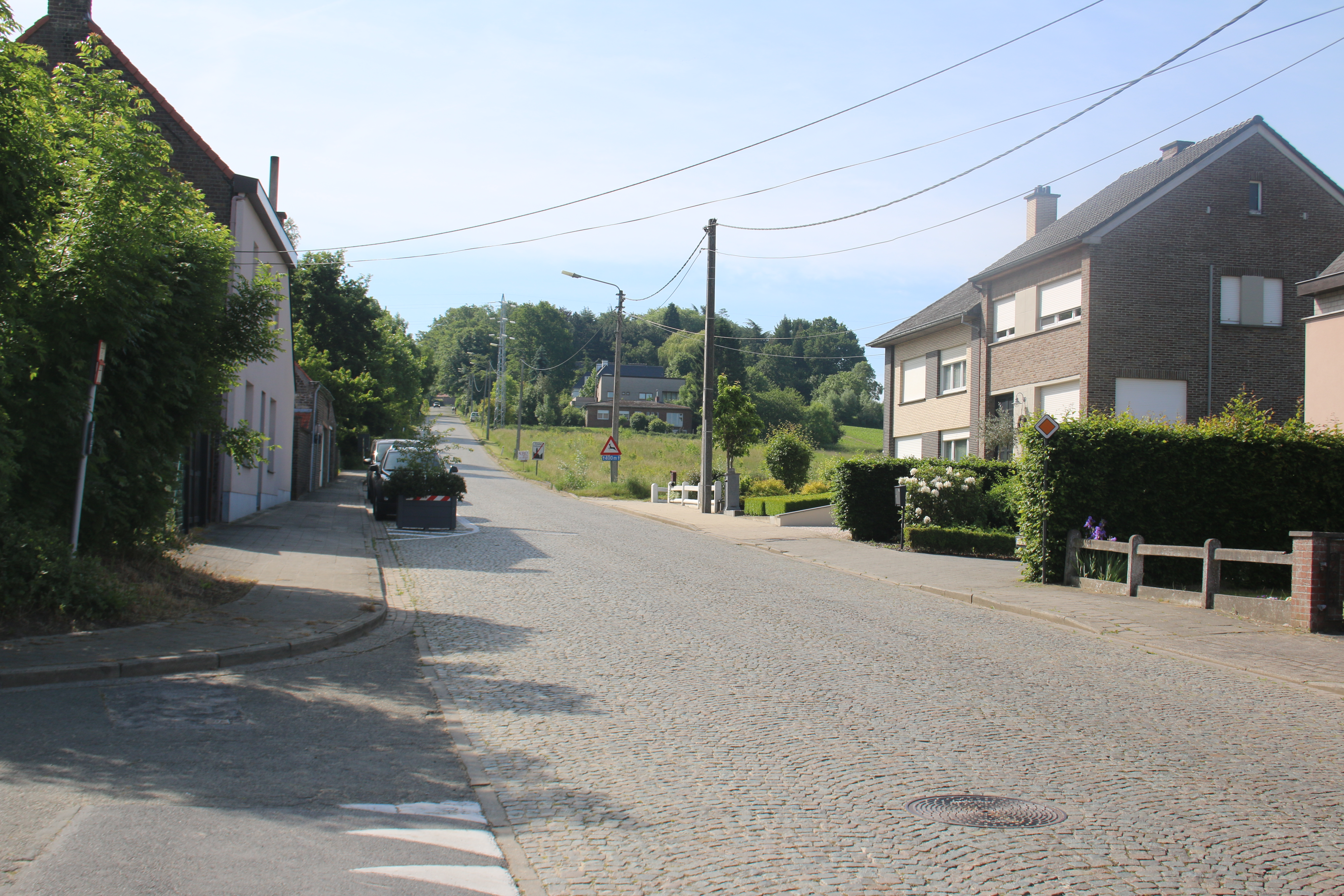

De Kattenberg is een straat en helling in Ename, een deelgemeente van de stad Oudenaarde in de Vlaamse Ardennen. De straat is een kasseiweg en loopt van de Zwijndries in het dorpscentrum van Ename in het noordwesten naar de Natendries en de grens met deelgemeente Mater in het zuidoosten. De Kattenberg is een onderdeel van de gewestweg N441.
De Kattenberg werd in 1995 samen met tientallen andere kasseiwegen als monument beschermd.

## Wielrennen
In het wielrennen werd de Kattenberg als kasseihelling meermaals opgenomen in het parcours van Vlaamse voorjaarsklassiekers.
De helling is 6 maal (1956, 1997, 1998, 2020-2022) beklommen in de Ronde van Vlaanderen. In 1956 was het de vijfde en laatste helling na de Eikenberg. In 1997 en 1998 was het de tweede helling na Den Ast. In 2020, 2021 en 2022 was het de 1e helling van de dag gevolgd door de Oude Kwaremont.
De Kattenberg bestaat uit een brede weg met mozaïek-kasseien. De laatste jaren werd de helling in de Ronde afgedaald na de beklimming van de Wolvenberg, waarna men een lang recht weg naast de Schelde volgde richting de Oude Kwaremont of de Kluisberg.
De helling is ook eenmaal opgenomen geweest in Gent-Wevelgem, in 1977. Daarnaast is de helling meermaals beklommen in de Omloop Het Nieuwsblad. Verder wordt hij aangedaan in Dwars door Vlaanderen. Ook is de Kattenberg eenmaal afgedaald in de Ronde van Frankrijk. Verder wordt ze soms opgenomen in de E3 Prijs en in Kuurne-Brussel-Kuurne.
De helling is als afdaling ook opgenomen in de gele lus van de recreatieve fietsroute Ronde van Vlaanderenroute.